# Joseph Hinterleithner
Joseph Hinterleithner, auch Sepp Hinterleithner, (* 13. Juni 1946 in Wien; † 21. Dezember 2010 in Kirchdorf am Inn) war ein österreichischer Keramiker.

## Leben und Wirken
Von 1970 bis 1975 studierte er an der Universität für künstlerische und industrielle Gestaltung Linz in der Meisterklasse für Keramik bei Günter Praschak und danach war er als freischaffender Künstler tätig.
Ausstellungen und Ausstellungsbeteiligungen im In- und Ausland waren erfolgreich und er konnte den Förderpreis des Josef-Hoffmann-Seminars für keramische Gestaltung und einen Würdigungspreis des Bundesministeriums für Wissenschaft und Forschung entgegennehmen. Er war Mitglied der Innviertler Künstlergilde.
Er wohnte jahrelang in Taufkirchen an der Pram und hatte dort ein Atelier in der ehemaligen Molkerei. Zuletzt lebte und arbeitete er in Kirchdorf am Inn, beeinträchtigt durch eine schwere Augenerkrankung und die Folgen eines Sturzes.

## Ausstellungen
- Kunst für den Gabentisch, Zeichnung, Malerei, Joseph Hinterleithner, Raum, Strudktur, Glasur, Galerie Pimmingstorfer (2001)[2]
- Malerei, Keramik, Galerie Pimmingstorfer (1993)
- Joseph Hinterleithner, Raum – Struktur – Glasur, Sonderausstellung im Museum Innviertler Volkskundehaus Ried im Innkreis, 2003
- Querschnitt, Malerei, Keramik, Wolfgang Friedwagner und Joseph Hinterleithner, Schlossgalerie Schärding, 2010